# 昌明大马：独立精神
《昌明大马：独立精神》（或译作《昌明大马：默迪卡精神》）是一首由马来西亚广播电视音乐总监（RTM）拿督莫卡扎尼·伊斯迈尔担任主席的独立歌曲出版局选出，配合2024年同名国庆主题而推出的马来西亚爱国歌曲。歌曲由阿米尔·马斯迪演唱、年轻作曲家阿凡·马兹兰（Affan Mazlan）创作。